# Saison 1 de Babylon 5
Chronologie
Saison 2
Cet article présente le guide du pilote et de la première saison de la série télévisée américaine Babylon 5.

## Synopsis
10 ans après la guerre entre l'Alliance Terrienne et la Fédération Minbarie, le Commandant Jeffrey Sinclair devient le premier chef de la station Babylon 5 des Forces Terriennes, qui doit servir de centre diplomatique afin d'éviter un nouveau conflit galactique. Mais alors que commence son difficile travail de gestion de cette base, il découvre que ses souvenirs de guerre cachent une réalité troublante; en outre, il met au jour une conspiration aux funestes desseins.

## Distribution

### Acteurs principaux
- Michael O'Hare (VF : Gérard Rinaldi) : Commandant Jeffrey Sinclair, commandant de la station
- Claudia Christian (VF : Laurence Crouzet) : Lieutenant-Commandant Susan Ivanova, commandant en second de la station
- Jerry Doyle (VF : Georges Caudron) : Major Michael Garibaldi, chef de la sécurité de la station
- Richard Biggs (VF : Bertrand Liebert) : Dr Stephen Franklin, médecin-chef de la station
- Mira Furlan (VF : Véronique Augereau) : Ambassadrice Delenn de la Fédération Minbarie
- Andreas Katsulas (VF : Jean-Pierre Leroux) : Ambassadeur G'Kar du Régime Narn
- Peter Jurasik (VF : Gilbert Levy) : Ambassadeur Londo Mollari de la République Centaurie
- Ardwight Chamberlain (en) (VF : Michel Tugot-Doris ou Pierre Hatet) : Ambassadeur Kosh Naranek de l'Empire Vorlon

### Acteurs récurrents
- Bill Mumy (VF : Serge Faliu) : Lennier, attaché diplomatique de Delenn
- Stephen Furst (VF : Daniel Lafourcade) : Vir Cotto, attaché diplomatique de Londo Mollari
- Julie Caitlin Brown (VF : Anne Ludovik) : Na'Toth, attachée diplomatique de G'Kar
- Andrea Thompson (VF : Sophie Lepanse) : Talia Winters, télépathe commerciale du Corps Psi
- Joshua Cox : Lieutenant David Corwin, responsable du Dôme de Commande de Babylon 5
- Marianne Robertson : Technicienne du Dôme de Commande
- Aki Aleong : Sénateur Hidoshi
- David Crowley : Officier Lou Welch
- Blaire Baron : Carolyn Sykes

### Invités
- Walter Koenig (VF : Philippe Peythieu) : Alfred Bester, Agent Spécial du Corps Psi
- Macaulay Bruton : Chef adjoint Jack, adjoint de Garibaldi
- Ed Wasser (en) (VF : Jean-François Aupied) : M. Morden, émissaire des Ombres

## Épisodes

### Épisode Pilote:Premier contact Vorlon
- États-Unis : 22 février 1993

- Tamlyn Tomita (Lieutenant-Commandant Takashima)
- Paul Hampton (Sénateur)
- John Fleck (Del Varner)
- Marianne Robertson (Otage)

### Épisode 1:L'Attaque des Narns
- États-Unis : 25 janvier 1994

- Paul Hampton (Sénateur)
- Peter Trencher (Carn Mollari)
- Jeff Austin (Centauri #1)
- Maggie Egan (Jane)
- Mark Hendrickson (Capitaine Narn)
- Douglas E. McCoy (Delta 7)

### Épisode 2:Le Chasseur d'Âmes
- États-Unis : 1er février 1994

- W. Morgan Sheppard (Chasseur d'âmes #1)
- John Snyder (Chasseur d'âmes #2)
- Toni Attell (Technicien médical #1)
- Mark Conley (Technicien #1)
- David D. Darling (Garde #1)
- Jim Bentley (Passant)
- Ted W. Henning (Garde #2)

### Épisode 3:Le Dossier pourpre
- États-Unis : 8 février 1994

- Fabiana Udenio (Adira Tyree)
- Clive Revill (Trakis)
- Mary Woronov (Ko'Dath)
- Jimm Giannini (Ock)
- Robert Phalen (Andrei Ivanova)
- Katharine Mills (Danseuse)
- Laura Peterson (Gera Akshi)
- Tom Lowe (Tireur #1)
- Robert DiTillio (Norg)
- Mike Norris (Butz)

### Épisode 4:L'Infection
- États-Unis : 15 février 1994

- David McCallum (Dr Vance Hendricks)
- Marshall Teague (Nelson Drake)
- Patricia Healy (Mary Ann Cramer)
- Sav Farrow (Technicien #1)
- Sylva Kelegian (Technicien #2)
- Daniel Hutchison (Garde de la sécurité)
- Tony Rizzoli (Garde #1)
- Paul Yeuell (Garde #2)

### Épisode 5:Le Parlement des rêves
- États-Unis : 22 février 1994

- Julia Nickson (Catherine Sakai)
- Thomas Kopache (Tu'Pari)
- Michael McKenzie (Pélerin)
- Randall Kirby (Businessman #1)
- Joy Hardin (Narn #1)
- Mark Hendrickson (Du'Rog)
- Calvin Jung (Garde)

### Épisode 6:Guerre mentale
- États-Unis : 1er mars 1994

- Walter Koenig (Agent Psi Alfred Bester)
- William Allan Young (Jason Ironheart)
- Felicity Waterman (Agent Psi Kelsey)
- Julia Nickson (Catherine Sakai)
- Don Dowe (Pilote Tony Grant)
- Elisa Pensler Gabrielli (Propriétaire de l'appartement)
- Michael McKenzie (Capitaine Narn)
- Kevin Page (Businessman)
- Mark S. Porro (Garde de la sécurité)

### Épisode 7:Leçon de tolérance
- États-Unis : 8 mars 1994

- Tristan Rogers (Malcolm Biggs)
- Nancy Lee Grahn (Shaal Mayan)
- Michael Paul Chan (Roberts)
- Rodney Eastman (Kiron Maray)
- Danica McKellar (Aria Tensus)
- Diane Adair (Mila Shar)
- Mike Gunther (Alien #1)
- Chuck Butto (Garde de la sécurité)
- Richard Chaves (Alvares)
- Mark Henrickson (Thegras)

### Épisode 8:Souvenirs mystérieux
- États-Unis : 15 mars 1994

- Judson Scott (Knight One)
- Christopher Neame (Knight Two)
- Jim Youngs (Garde Benson)
- Justin Williams (Pilote Bill Mitchell)
- Macaulay Bruton (Chef adjoint Jack)
- Joe Banks (Garde)
- Fumi Shishino (Garde de la Sécurité)
- Mark Hendrickson (Membre du Conseil Gris)
- Gary Cervantes (Homme de main)

### Épisode 9:La Brute
- États-Unis : 20 avril 1994

- Sarah Douglas (Jha'dur)
- Robin Curtis (Ambassadeur Kalika)
- Cosie Costa (Abbut)
- Aki Aleong (Sénateur Hidoshi)
- Robert DiTillio (Ambassadeur #1)
- Sav Farrow (Technicien)
- Mark Hendrickson (Capitaine Ashok)

### Épisode 10:Les Élus de Dieu
- États-Unis : 27 avril 1994

- Tricia O'Neil (M'ola)
- Stephen Lee (Tharg)
- Silvana Gallardo (Dr Maya Hernandez)
- Jonathan Charles Kaplan (Shon)

### Épisode 11:Le Complot
- États-Unis : 4 mai 1994

- Elaine Thomas (Major Lianna Kemmer)
- Tom Donaldson (Officier Cutter)
- David L. Crowley (Officier Lou Welch)
- David Austin Cook (Agent Spécial #1)
- Rod Perry (Général Netter)
- Robin Wake (Lianna Kemmer enfant)
- Mark Hendrickson (Alien #1)
- Maggie Egan (Journaliste ISN)
- Jose Rosario (Nolan)

### Épisode 12:La Grève des dockers
- États-Unis : 11 mai 1994

- Katy Boyer (Déléguée syndicale Neeoma Connolly)
- John Snyder (Négociateur Orin Zento)
- Patricia Healy (Mary Ann Cramer)
- Jose Rey (Superviseur Eduardo Delvientos)
- Aki Aleong (Sénateur Hidoshi)
- Michael McKenzie (Capitaine du Tal’Quith)
- Macaulay Bruton (Chef adjoint Jack)

### Épisode 13:Symboles et présages
- États-Unis : 18 mai 1994

- Gerrit Graham (Lord Kiro)
- Fredi Olster (Lady Ladira)
- Whip Hubley (Raider #1)
- Ed Wasser (Mr Morden)
- Joshua Cox (Lieutenant David Corwin)
- Robert Silver (Mr Reno)

### Épisode 14:Combat interstellaire
- États-Unis : 25 mai 1994

- Greg McKinney (Walker Smith)
- Soon-Teck Oh (Muta-Do)
- Don Stroud (Caliban)
- Theodore Bikel (Rabbi Koslov)
- Robert Phalen (Andrei Ivanov)
- Lenore Kasdorf (Journaliste ISN)
- Michael McKenzie (Migo)
- James Jude Courtney (Gyco)

### Épisode 15:Le Saint Graal
- États-Unis : 6 juillet 1994

- David Warner (Aldous Gajic)
- William Sanderson (Desmond "Deuce" Musychenko)
- Tom Booker (Thomas "La Guigne" Jordan)
- Jim Norton (Juge Wellingston)
- John Flinn (Mr. Flinn)
- Linda Lodge (Mirriam Runningdear)

### Épisode 16:Le Rival
- États-Unis : 13 juillet 1994

- Gregory Martin (Colonel Ari Ben Zayn)
- Jeffrey Combs (Agent Psi Harriman Gray)
- David L. Crowley (Officier Lou Welch)
- Frank Farmer (Général Miller)
- Marie Chambers (Sofie Ivanov)
- Drew Letchworth (Comedie)
- Macaulay Bruton (Tragedie)

### Épisode 17:Héritages
- États-Unis : 20 juillet 1994

- John Vickery (Alyt Neroon)
- Grace Una (Alisa Beldon)
- Joshua Cox (Lieutenant David Corwin)
- Richard Henry (Garde de la sécurité)
- Patrick O'Brien (Propriétaire d'étal)

### Épisode 18:Une voix dans l'espace- 1/2
- États-Unis : 27 juillet 1994

- Louis Turenne (Draal)
- Curt Lowens (Varn)
- Jim Ishida (Dr Tasaki)
- Lenore Kasdorf (Présentatrice ISN)
- Langdon Bensing (Derek Mobotabwe)
- Patty Toy (Agent du Corps Psi)

### Épisode 19:Une voix dans l'espace- 2/2
- États-Unis : 3 août 1994

- Louis Turenne (Draal)
- Curt Lowens (Varn)
- Ron Canada (Capitaine Ellis Pierce)
- Joshua Cox (Lieutenant David Corwin)
- Aki Aleong (Sénateur Hidoshi)
- Denise Gentile (Lise Hampton)
- Chip Heller (Bagarreur)
- Lenore Kasdorf (Journaliste ISN)
- Michelan Sisti (Takarn)

### Épisode 20:Babylon 4 le vaisseau fantôme
- États-Unis : 10 août 1994

- Kent Broadhurst (Major Lewis Krantz)
- Tim Choate (Zathras)
- Denise Gentile (Lise Hampton)
- Tommy Rosales (Technicien paniqué)
- Frank Costa (Garde de Babylon 4)
- Doug E. McCoy (Alpha 7)
- Mark Hendrickson (Membre du Conseil Gris)

### Épisode 21:Une faute habilement rachetée
- États-Unis : 17 août 1994

- June Lockhart (Dr Laura Rosen)
- Kate McNeil (Janice Rosen)
- Mark Rolston (Karl Mueller)
- Damian London (Sénateur Centauri)
- Constance Zimmer (Patiente)
- Lynn Anderson (Rose)
- Kevin McBride (Garde)
- Jim Norton (Juge Wellington)
- Phillippe Bergeron (Sans-Abri)

### Épisode 22:Chrysalide
- États-Unis : 26 octobre 1994

- Macaulay Bruton (Chef adjoint Jack)
- Julia Nickson (Catherine Sakai)
- Ed Wasser (Mr Morden)
- Gary McGurk (Vice-Président William Morgan Clark)
- Edward Conery (Edgar Devereaux)
- David Anthony Marshall (Stephen Petrov)
- Maggie Egan (Journaliste ISN)
- James Kiriyama-Lem (Technicien médical)
- Cheryl Francis Harrington (Sénatrice)
- Mark Hendrickson (Pilote Narn)
- Wesley Leong (Secouriste)